# Нижнерейнская низменность
Нижнере́йнская ни́зменность — низменность в Германии, в бассейне нижнего течения Рейна. Юго-западная часть Среднеевропейской равнины. На юге вдаётся в северные предгорья Рейнских Сланцевых гор, на севере постепенно переходит в древнеледниковые равнины северной части Германии.
Нижнерейнская низменность занимает тектонический прогиб, заполненный рыхлыми отложениями (главным образом галечниками и песками) Рейна и его притоков. Поверхность плоская, местами слабо всхолмлённая. Преобладающие высоты составляют от 50 до 180 м. Большие площади заняты посевами пшеницы, сахарной свёклы, ячменя, а также фруктовыми садами. На территории низменности расположены такие крупные города, как Бонн, Кёльн и Дюссельдорф.